# Pellaea striata
Pellaea striata är en kantbräkenväxtart som först beskrevs av Nicaise Augustin Desvaux, och fick sitt nu gällande namn av Carl Frederik Albert Christensen. Pellaea striata ingår i släktet Pellaea och familjen Pteridaceae. Inga underarter finns listade.